# Calamagrostis hillebrandii
Calamagrostis hillebrandii es una especie de hierba de la familia Poaceae. Es nativa de Estados Unidos donde se encuentra en Hawái. Su natural hábitat son los pantanos. Está amenazada por pérdida de hábitat. Los EE. UU. Fish and Wildlife Service ha propuesto recientemente listar esta planta como una especie en peligro de extinción.

## Hábitat
Calamagrostis hillebrandii es endémica de la isla de Maui, Hawái. También se registró a partir de Molokai en 1922, pero que el informe sigue sin confirmarse. Se sabe de dos subpoblaciones, que suman alrededor de 500 plantas. La especie está amenazada por los cerdos salvajes y plantas exóticas invasoras.

## Taxonomía
Calamagrostis hillebrandii fue descrita por (Munro ex Hillebr.) C.L.Hitchc.  y publicado en Memoirs of the Bernice Pauahi Bishop Museum.... 8(3): 147, f. 31. 1922.
Etimología
Ver: Calamagrostis
hillebrandii: epíteto otorgado en honor del botánico Wilhelm B. Hillebrand.
Sinonimia
- Deyeuxia hillebrandii Munro ex Hillebr.	[3][4]